# Kameleoni (telenovela)
Kameleoni (šp. Camaleones) je meksička telenovela koju je producirala Rosy Ocampo za Televisu 2009. godine. Glavne uloge tumače Belinda, Alfonso Herrera te Edith Gonzales. Prikazana je u Meksiku, Sjedinjenim Američkim Državama, Rumunjskoj, Argentini, Španjolskoj, Brazilu te Hrvatskoj. Osnovan je i sastav Camaleones na čelu sa Sherlyn. 

## Uloge
| Glumac/ica              | Lik                                |
| ----------------------- | ---------------------------------- |
| Edith Gonzalez          | Francisca Campos                   |
| Belinda                 | Valentina Jaramillo/Izaguirre      |
| Alfonso Herrera         | Sebastian Jaramillo                |
| Guillermo García Cantú  | Augusto Ponce de León†             |
| Sherlyn                 | Solange "Sol" Ponce de León Campos |
| Irvin "Pee Wee" Salinas | Ulises "Uli" Morán                 |
| José Luis Reséndez      | Pedro Recalde                      |
| Roberto Blandón         | Javier Saavedra                    |
| Grettel Valdéz          | Silvana Saenz Arroyo†              |
| Manuel "Flaco" Ibáñez   | Horacio Garcia Montaño†            |
| José Elías Moreno       | Armando Jaramillo                  |
| Ana Bertha Espin        | Lupita Ramírez de Morán            |

Ostale uloge
- Roberto Ballesteros - Ricardo Calderón
- Lucía Zerecero - Rocío Santoscoy
- Ferdinando Valencia - Patricio Calderón
- Mariluz Bermúdez - Lorena González
- Erik Díaz - Lucio Barragán
- Michelle Renault - Bettina Montenegro
- Juan Carlos Flores - Bruno Pintos Castro
- Taide Rodríguez - Cristina Hernández
- Alberich Bormann - Federico Díaz Ballesteros
- Carla Cardona - Mercedes "Solo una pastilla" Márquez
- Roberto Marín - Roberto Morán
- Karla Álvarez - Ágata Menéndez
- Luis Manuel Ávila - Eusebio Portillo
- Mariana Ávila - Carmen Calenturienta Castillo
- Erick Guecha - Conrado Tapia
- Marisol Santacruz - Magdalena Orozco
- Ricardo de Pascual - Gerardo Zuñiga
- Eduardo Liñán - Víttorio Barragán
- Jonathan Becerra - Jonathan
- Flor Rubio - Irene Alatriste
- Lilí Brillanti - Susana
- Lucero Lander - Florencia de Santoscoy
- Paul Stanley - Rolando
- Lilibeth - Sabrina
- Alejandro Correa - Edgar Márquez
- Anaís - Evangelina de Márquez
- Arsenio Campos - Señor Santoscoy
- Eduardo Cáceres - José Ignacio Márquez
- Esteban Franco - Señor Pintos
- Jesus More - Enrique Garcia Rivero
- Mónica Dossetti - Señora de Díaz
- Queta Lavat - Graciela
- Rafael del Villar - Señor Montenegro
- Ricardo Vera - Efraín Castillo
- Rosángela Balbó - Señora de Castillo
- Theo Tapia - Ramón Velásquez Buendía
- Jorge Alberto Bolaños - Vicente